# Quận Screven, Georgia
Quận Screven là một quận trong tiểu bang Georgia, Hoa Kỳ. Quận lỵ đóng ở thành phố Sylvania 6. Theo điều tra dân số năm 2000 của Cục điều tra dân số Hoa Kỳ, quận có dân số 15.374 người 2. Năm 2007, ước tính dân số quận này là 17.037người .

## Địa lý
Theo Cục điều tra dân số Hoa Kỳ, quận này có diện tích 1698 ki-lô-mét vuông, trong đó có 18 km2 là diện tích đất, km2 là diện tích mặt nước.

### Các xa lộ
- U.S. Highway 301
- Georgia State Route 17
- Georgia State Route 21
- Georgia State Route 24
- Georgia State Route 73

### Các quận giáp ranh
- Quận Allendale, Quận South Carolina (bắc)
- Quận Hampton, Quận South Carolina (đông)
- Quận Effingham (đông nam)
- Quận Bulloch (tây nam)
- Quận Jenkins (tây)
- Quận Burke (tây bắc)